# Nachal Ewtach
Nachal Ewtach (hebr. נחל אבטח) – potok w południowo-zachodniej części Izraela, mający swoje źródła w Szefeli w rejonie moszawu Berechja. Przepływa przez równinę nadbrzeżną. Uchodzi do Morza Śródziemnego w pobliżu wioski Niccan.
Rzeka ma nieregularny przepływ wody, uzależniony jest od pór roku i wielkości opadów. Zwiększony przepływ występuje w czasie zimowej pory deszczowej. Koryto rzeki jest płytkie i piaszczyste. Roślinność porastająca brzegi jest zróżnicowana i bogata w krzewy oraz drzewa.
Rzeka stanowi naturalną południową granicę Rezerwatu Przyrody Niccanim.